# یواس‌اس بیلی (تی‌بی-۲۱)
یواس‌اس بیلی (تی‌بی-۲۱) (به انگلیسی: USS Bailey (TB-21)) یک کشتی بود که طول آن ۲۰۵ فوت (۶۲ متر) بود. این کشتی در سال ۱۸۹۹ ساخته شد.